# カンパニア (水上機母艦)
|          |                                             |
| 艦歴     |                                             |
| 発注     |                                             |
| 起工     | 1892年                                      |
| 進水     | 1892年9月8日                                |
| 竣工     | 1893年4月13日（客船として）                 |
| 就役     | 1915年4月17日                               |
| 退役     |                                             |
| その後   | 1918年11月5日に沈没                         |
| 除籍     |                                             |
| 性能諸元 |                                             |
| 排水量   | 12,884トン                                  |
| 全長     | 622 ft (190 m)                              |
| 全幅     | 65 ft (20 m)                                |
| 吃水     | 26 ft (7.9 m)                               |
| 機関     | 5気筒3段膨張式ボイラー、2軸推進、28,000 ihp |
| 最大速   | 19.5ノット                                  |
| 乗員     | 600名                                       |
| 兵装     | 4.7インチQF砲6門 3インチ対空砲1門           |
| 搭載機   | 10機                                        |

カンパニア (HMS Campania) は、イギリス海軍の水上機母艦。

## 艦歴
「カンパニア (RMS Campania)」は1893年にグラスゴーのフェアフィールド社で建造されたキュナード・ラインの定期客船で、リヴァプール - ニューヨーク間に就航していた。ブルーリボン賞を1893年5月(東行)と6月(西行)から保持していたものの、1894年に記録は姉妹船の「ルカニア (RMS Lucania)」に更新された。「カンパニア」は1914年に船舶解体業者のTWウォード社に売却された。

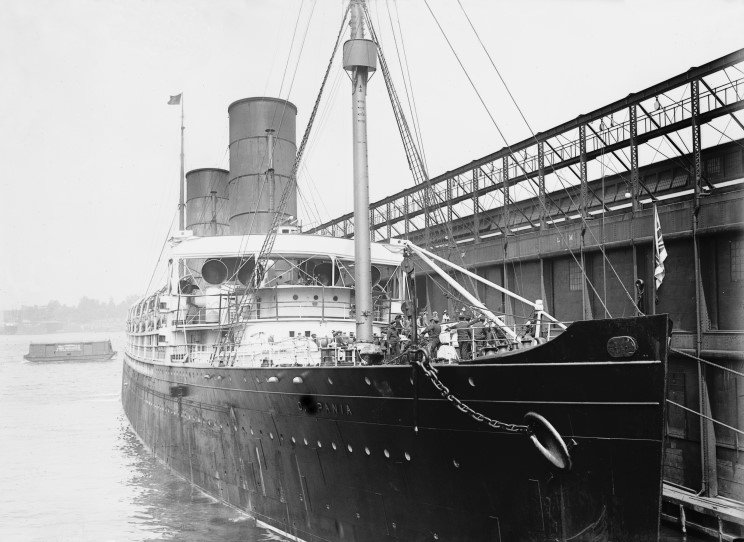
客船時代の「カンパニア」

「カンパニア」は解体されず、1914年11月27日にイギリス海軍によって購入された。海軍は「カンパニア」を水上機母艦に改修し、「カンパニア (HMS Campania)」として就役させた。前方の煙突は1916年に撤去され、2本の小型煙突に交換された。160フィートの木製飛行甲板が艦の前部に取り付けられ、ソッピース パップ戦闘機の発艦が容易になった。以前は前方の煙突があるため甲板は短く、航空機の発艦に問題が生じていた。当時の他の軍艦同様に、「カンパニア」には幻惑迷彩が施された。

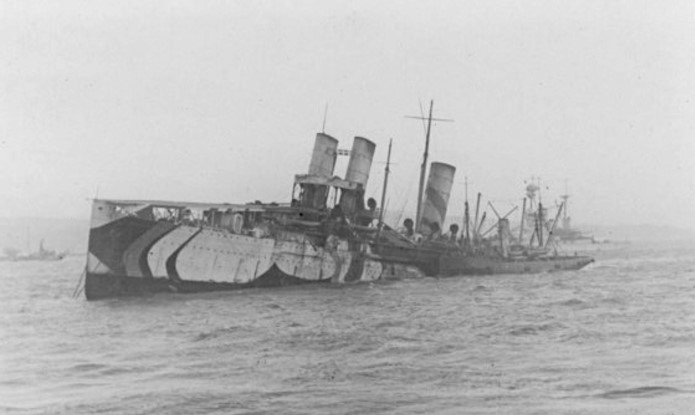
「カンパニア」の沈没、1918年11月5日

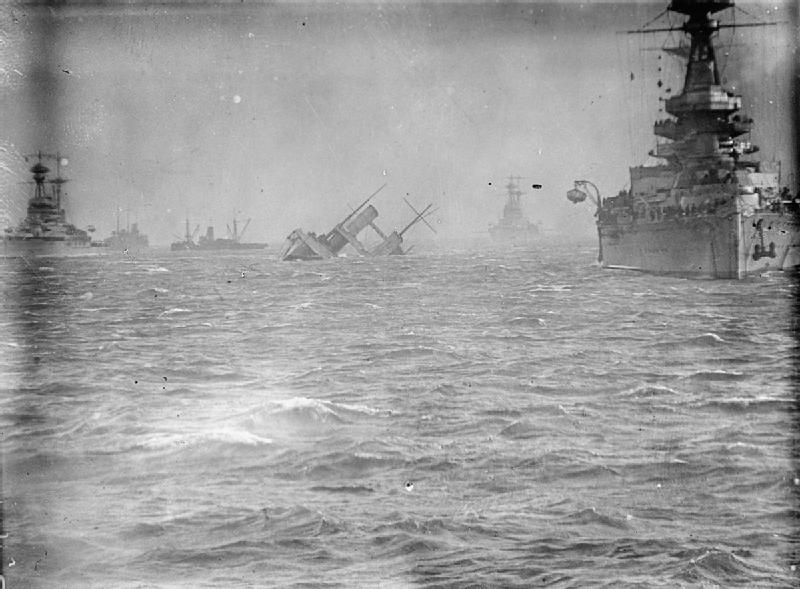
「カンパニア」の沈没、1918年11月5日

戦争の大半を「カンパニア」はスカパ・フローを拠点として活動した。しかし1918年の秋にはフォース湾に移動する。「カンパニア」は機関故障のため、ユトランド沖海戦には出撃したものの間に合わなかった。
1918年11月5日の朝、フォース湾のバーンティスランドに停泊していた「カンパニア」は、突風により錨を引きずって移動し、そばにいた戦艦「ロイヤル・オーク」の艦首に衝突。続いて巡洋艦「グローリアス」に接触した。最初の「ロイヤル・オーク」との衝突で「カンパニア」の船体は損傷し、機関室が浸水、すべての電力が失われた。艦はその後後部から沈み始め、およそ5時間後に沈没した。艦の乗員は付近の艦艇によって全員救助された。海軍委員会はこの事故に関して聴聞会を開き、艦が漂流を始めた後に別の錨を降ろして停止させる作業に関して職務怠慢があったと指摘し、艦の喪失には当直士官に大きな責任があったと結論付けた。
「カンパニア」の船体の残骸は、1973年の船舶残骸保護法により2001年に歴史的な重要史跡と指定された。現在は許可なしに潜水することはできない。